# Saudação vulcana

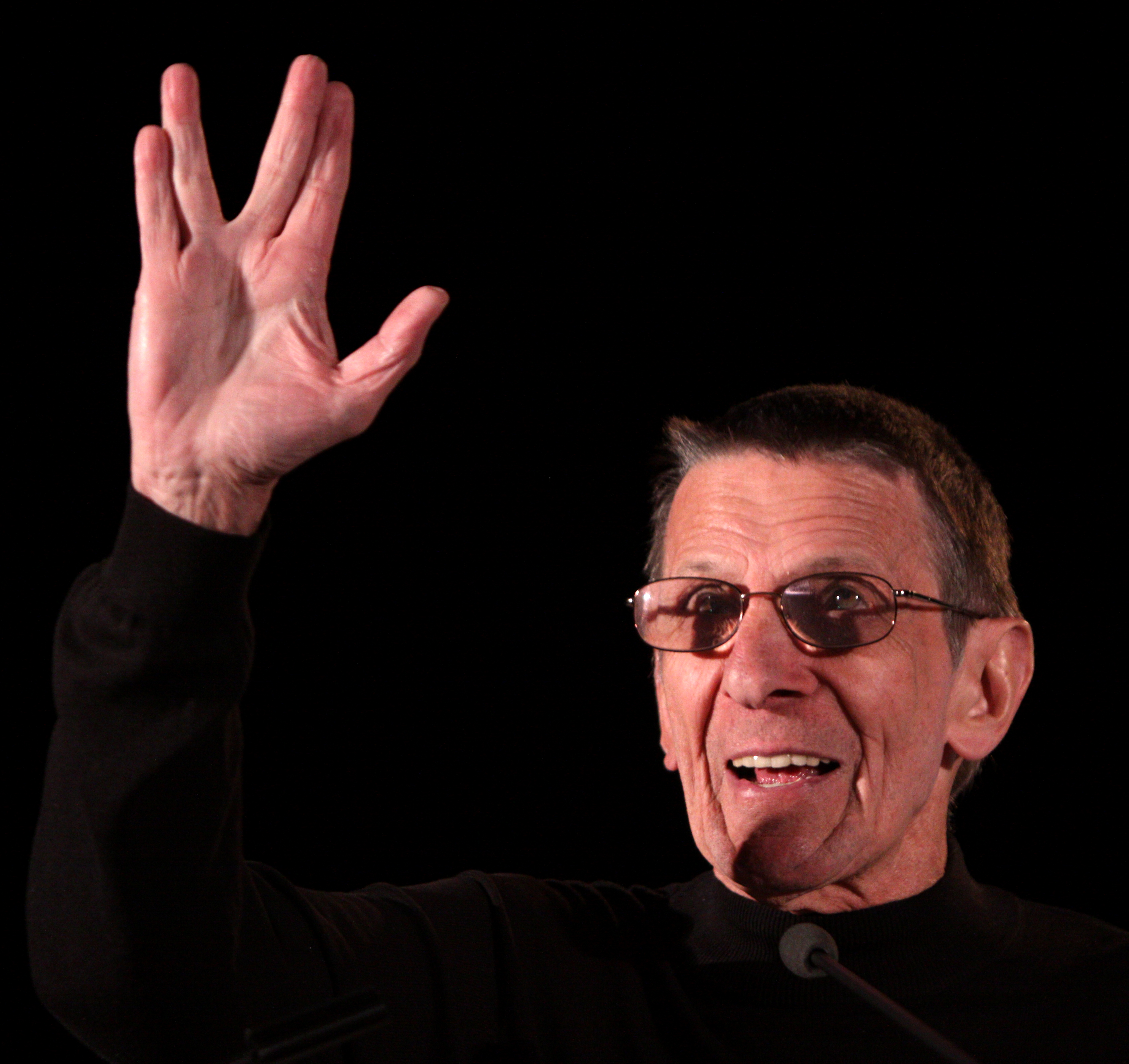
O ator Leonard Nimoy fazendo a saudação vulcana.

A Saudação Vulcana é um gesto feito com as mãos que se popularizou devido a série Jornada nas Estrelas da década de 1960. O gesto consiste basicamente em levantar a palma da mão para a frente e o polegar estendido, enquanto os quatro dedos se separam no meio, com dois dedos juntos de cada lado.
A saudação foi usada pela primeira vez no episódio Amok Time de 1967. Segundo Leonard Nimoy, em seu livro I Am Not Spock, a saudação é baseada na benção sacerdotal feita pelos Cohen judeus, onde o gesto das mãos se torna similar à letra em hebreu ש ("Shin") e a letra tem, neste caso, como significado a palavra El Shaddai ("Deus todo-poderoso").
O gesto normalmente é acompanhado pela frase "Live long and prosper" (em inglês), "Vida longa e próspera" (em português).

## Galeria

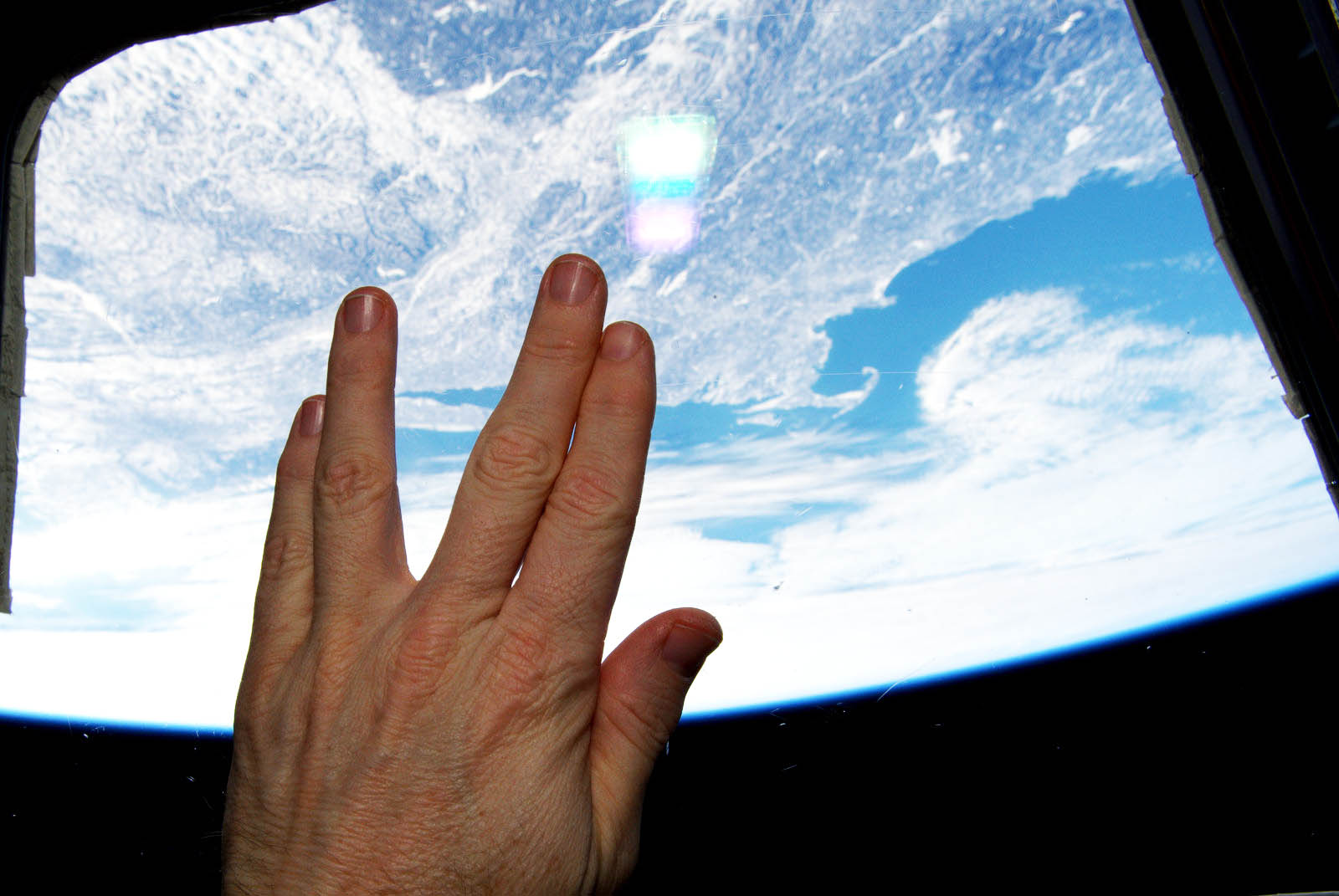
O astronauta da NASA Terry W. Virts fazendo a saudação vulcana direto da Estação Espacial Internacional, em 27 de fevereiro de 2015, para homenagear o falecido Leonard Nimoy. A saudação foi feita sobre a cidade de Boston, onde ele nasceu.
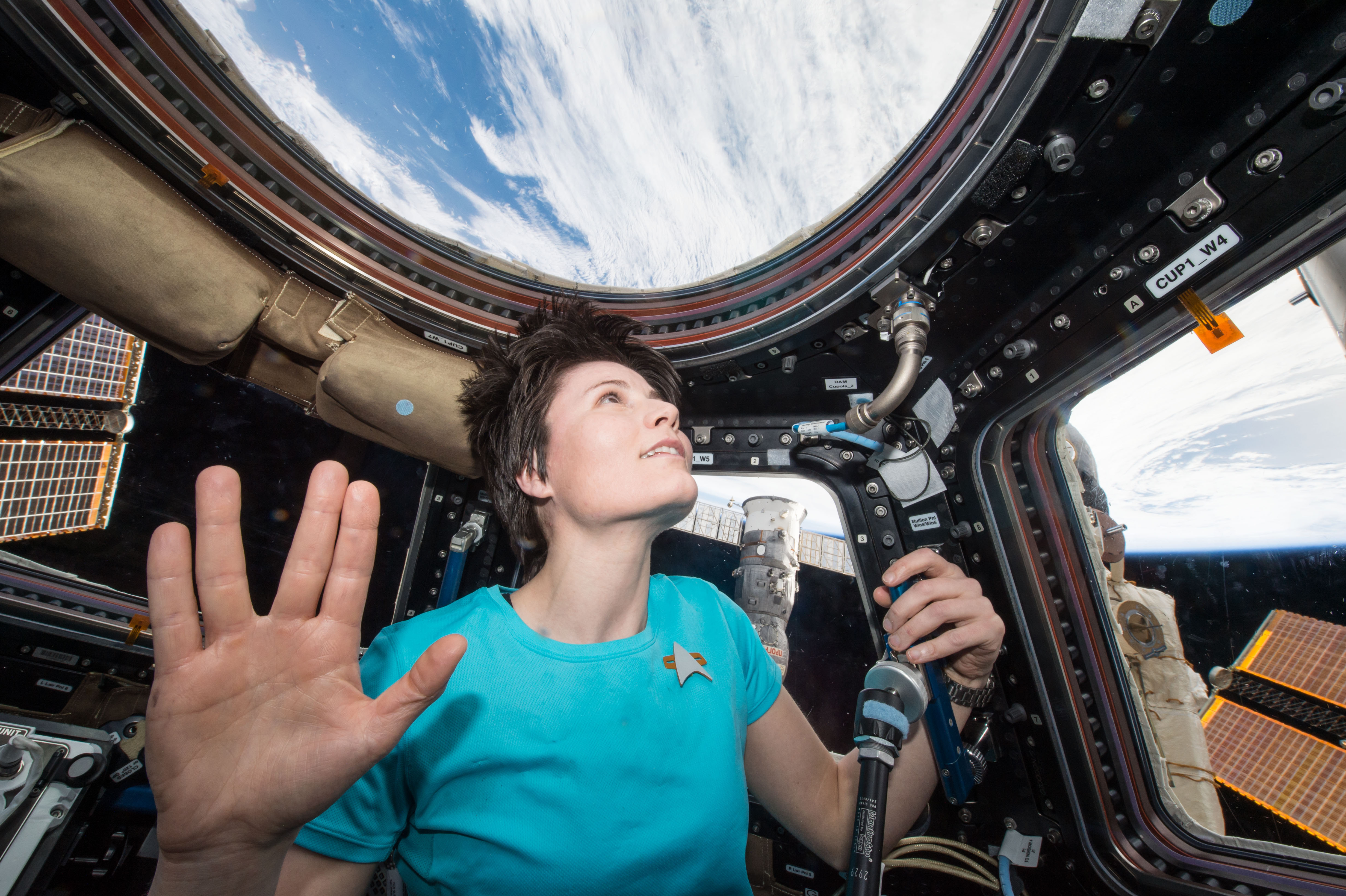
A astronauta italiana Samantha Cristoforetti, da AEE, também fazendo a saudação para homenagear Nimoy.
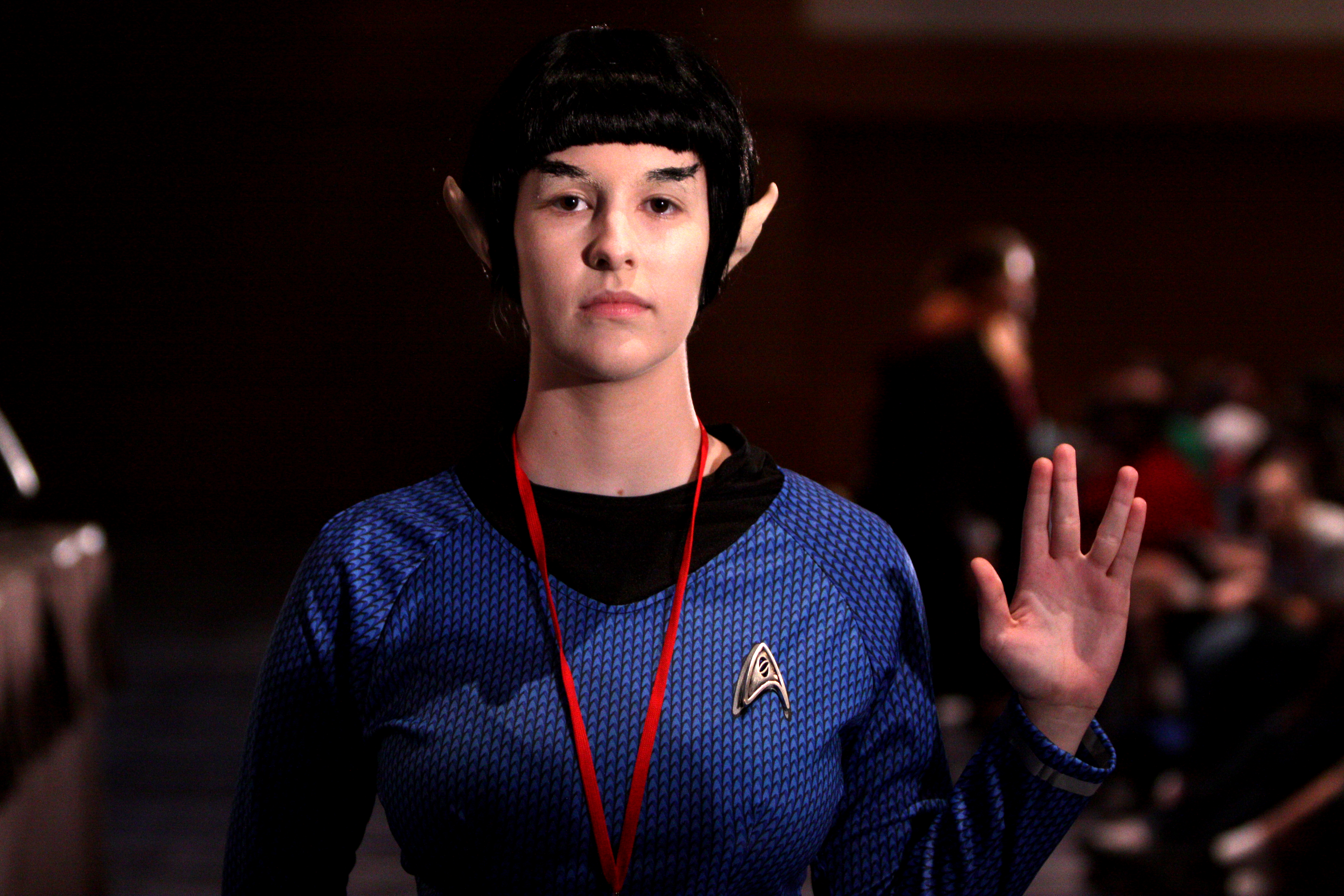
Uma mulher de cosplay de vulcano fazendo a saudação.